# André Gomes
André Filipe Tavares Gomes (wym. [ɐ̃ˈdɾɛ ˈgomɨʃ]; ur. 30 lipca 1993 w Grijó) – portugalski piłkarz, występujący na pozycji pomocnika we francuskim klubie Lille OSC. W latach 2014–2018 reprezentant Portugalii. Złoty medalista Mistrzostw Europy 2016.

## Kariera klubowa
Obecnie zawodnik angielskiego klubu Everton. Gomes rozpoczynał treningi piłkarskie od drużyny juniorów FC Porto, później zaś występował w innych zespołach z tego miasta – Pasteleirze i Boaviscie. Latem 2011 roku młody pomocnik trafił do Benfiki Lizbona, gdzie przez sezon występował w drużynie do lat 19.
Przed sezonem 2012/13 został awansowany do seniorskiej drugiej drużyny występującej wówczas w drugiej lidze. Po rozegraniu zaledwie pięciu spotkań na drugim poziomie ligowym Gomes znalazł się na ławce rezerwowych w meczu Ligi Mistrzów, w którym Benfica mierzyła się z Celtikiem, jednak nie pojawił się na boisku. Jeszcze w październiku zadebiutował w pierwszej drużynie – w meczu 3. rundy Pucharu Portugalii z SC Freamunde wszedł na boisko na końcowe 25 minut spotkania i zdobył ostatnią z czterech bramek swojego zespołu. W Primeira Liga debiutował w meczu 7. kolejki z Gil Vicente.
W swoim pierwszym seniorskim sezonie Gomes zajął drugie miejsce w lidze portugalskiej, a także dotarł do finałów Ligi Europy oraz Pucharu Portugalii. W sumie zaliczył 27 występów (9 w drugiej lidze, 7 w pierwszej, 4 w Pucharze Portugalii, 2 w Pucharze Ligi, 2 w Lidze Mistrzów oraz 3 w Lidze Europy).
W sezonie 2014/15 został wypożyczony do hiszpańskiego klubu Valencia CF. Po udanym sezonie Valencia odkupiła zawodnika z Benfiki.
21 lipca 2016 został ogłoszony nowym piłkarzem hiszpańskiego klubu FC Barcelona.
Po rocznym wypożyczeniu, 25 czerwca 2019 roku, Everton zdecydował się wykupić go z Barcelony za około 25 milionów euro.
1 września 2022 roku został wypożyczony do francuskiego pierwszoligowego Lille OSC. 
1 lipca 2024 roku Gomes oficjalnie odejdzie z Evertonu poprzez rozwiązanie kontraktu z klubem.

## Kariera reprezentacyjna
Pochodzący z Wielkiego Porto pomocnik debiutował w portugalskiej drużynie narodowej w lutym 2010 roku w spotkaniu reprezentacji do lat 17 z Ukrainą. W kolejnych latach awansował do zespołów U-18 i U-19. Z tym ostatnim w lipcu 2012 roku uczestniczył w Mistrzostwach Europy, które odbywały się w Estonii. Portugalczycy w fazie grupowej zdobyli zaledwie trzecie miejsce i nie zdołali awansować do fazy pucharowej.
W październiku tego samego roku debiutował w reprezentacji do lat 20, z którą na przełomie maja i czerwca 2013 roku uczestniczył w Turnieju w Tulonie – Portugalczycy we Francji zajęli czwarte miejsce. Kilka dni po zakończeniu turnieju Gomes otrzymał powołanie na Mistrzostwa Świata U-20 w Turcji.

## Statystyki kariery

### Klubowe
(aktualne na dzień 13 maja 2019 roku)
| Klub               | Sezon              | Liga               | Liga | Liga | Puchar kraju | Puchar kraju | Puchar ligi | Puchar ligi | Europa | Europa | Inne | Inne | Suma | Suma |
| Klub               | Sezon              | Liga               | M    | B    | M            | B            | M           | B           | M      | B      | M    | B    | M    | B    |
| ------------------ | ------------------ | ------------------ | ---- | ---- | ------------ | ------------ | ----------- | ----------- | ------ | ------ | ---- | ---- | ---- | ---- |
| Benfica B          | 2012/13            | Segunda Liga       | 9    | 4    | –            | –            | –           | –           | –      | –      | -    | -    | 9    | 4    |
| Benfica B          | 2013/14            | Segunda Liga       | 8    | 4    | –            | –            | –           | –           | –      | –      | -    | -    | 9    | 4    |
| Benfica B          | Ogólnie            | Ogólnie            | 17   | 8    | -            | -            | -           | -           | -      | -      | -    | -    | 17   | 8    |
| SL Benfica         | 2012/13            | Primeira Liga      | 7    | 1    | 4            | 1            | 2           | 0           | 5      | 0      | -    | -    | 18   | 2    |
| SL Benfica         | 2013/14            | Primeira Liga      | 7    | 1    | 4            | 1            | 3           | 0           | 9      | 0      | -    | -    | 23   | 2    |
| SL Benfica         | Ogólnie            | Ogólnie            | 14   | 2    | 8            | 2            | 5           | 0           | 14     | 0      | -    | -    | 41   | 4    |
| Valencia CF (wyp.) | 2014/15            | Primera División   | 33   | 4    | 4            | 0            | –           | –           | –      | –      | -    | -    | 37   | 4    |
| Valencia CF (wyp.) | Ogólnie            | Ogólnie            | 33   | 4    | 4            | 0            | -           | -           | -      | -      | -    | -    | 37   | 4    |
| Valencia CF        | 2015/16            | Primera División   | 30   | 2    | 4            | 0            | –           | –           | 7      | 2      | -    | -    | 41   | 4    |
| Valencia CF        | Ogólnie            | Ogólnie            | 30   | 2    | 4            | 0            | -           | -           | 7      | 2      | -    | -    | 41   | 4    |
| FC Barcelona       | 2016/17            | Primera División   | 30   | 3    | 8            | 0            | –           | –           | 8      | 0      | 1    | 0    | 47   | 3    |
| FC Barcelona       | 2017/18            | Primera División   | 16   | 0    | 5            | 0            | –           | –           | 9      | 0      | 1    | 0    | 31   | 0    |
| FC Barcelona       | Ogólnie            | Ogólnie            | 46   | 3    | 13           | 0            | -           | -           | 17     | 0      | 2    | 0    | 78   | 3    |
| Everton (wyp.)     | 2018/19            | Premier League     | 27   | 1    | 2            | 0            | –           | –           | –      | –      | -    | -    | 29   | 1    |
| Everton (wyp.)     | Ogólnie            | Ogólnie            | 27   | 1    | 2            | 0            | -           | -           | -      | -      | -    | -    | 29   | 1    |
| Ogólnie w karierze | Ogólnie w karierze | Ogólnie w karierze | 167  | 20   | 33           | 2            | 5           | 0           | 38     | 2      | 2    | 0    | 245  | 24   |

### Reprezentacyjne
Stan na 26 marca 2018
| Reprezentacja | Rok     | Występy | Gole |
| ------------- | ------- | ------- | ---- |
| Portugalia    | 2014    | 3       | 0    |
| Portugalia    | 2015    | 1       | 0    |
| Portugalia    | 2016    | 13      | 0    |
| Portugalia    | 2017    | 10      | 0    |
| Portugalia    | 2018    | 2       | 0    |
| Łącznie       | Łącznie | 29      | 0    |

## Sukcesy

### SL Benfica
- Mistrzostwo Portugalii: 2013/14
- Puchar Portugalii: 2013/14
- Puchar Ligi Portugalskiej: 2013/14

### FC Barcelona
- Mistrzostwo Hiszpanii: 2017/2018
- Puchar Króla: 2016/2017, 2017/2018
- Superpuchar Hiszpanii: 2016

### Reprezentacyjne
- Mistrzostwo Europy: 2016